# Уильямс, Уэйд
Уэйд Эндрю Уильямс (англ. Wade Andrew Williams, род. 24 декабря 1961) — американский актёр, наиболее известный по роли Брэда Беллика в телесериале «Побег».

## Биография
С детства Уильямс интересовался музыкой и киноискусством, однако не помышлял о карьере актёра. По окончании средней школы он планировал изучать медицину, однако вскоре изменил свои планы и в итоге получил степень бакалавра театрального искусства в Университете Талсы, а затем — степень магистра искусств в сфере актёрского мастерства в Ратгерском университете.
В начале своей актёрской карьеры Уильямс выступал в театре «Делакорт» в Центральном парке Нью-Йорка вместе с Морганом Фрименом и Трейси Ульман. Также вместе с Дензелом Вашингтоном играл в «Ричарде III», а позднее выступал в таких постановках, как «Парни и куколки», «Отверженные», «Поцелуй женщины-паука» и других. Одной из первых ролей на телевидении стала роль в фильме «К-911. Собачья работа» с Джеймсом Белуши.
Наиболее известные фильмы с участием Уильямса — «Флика», «Морпехи», «Соучастник», «Али», «Эрин Брокович» и другие. Также он появлялся и в эпизодах таких телесериалов как «Зачарованные», «C.S.I.: Место преступления», «Клиент всегда мёртв», «24 часа», «Секретные материалы», «Морская полиция: Спецотдел». С 2005 по 2009 год он снимался в телесериале «Побег» в роли Брэда Беллика, которая на данный момент является одной из наиболее заметных его работ.

## Личная жизнь
Уильямс женат и имеет дочь. Вместе со своей семьёй живёт в Техасе.

## Избранная фильмография
| Год       |   | Русское название                     | Оригинальное название          | Роль                     |
| --------- | - | ------------------------------------ | ------------------------------ | ------------------------ |
| 1997      | с | Профайлер                            | Profiler                       | Крейг Джентри            |
| 1998      | с | Полиция Нью-Йорка                    | NYPD Blue                      | Арнольд Струэл           |
| 1998      | с | Семь дней                            | Seven Day                      | капитан Марк Голден      |
| 1999      | с | Сыновья грома                        | Sons of Thunder                | Джек Лесофски            |
| 1999      | с | Жара в Лос-Анджелесе                 | L.A. Heat                      | Джонни Кларингер-младший |
| 1999      | ф | Кэндимен 3: День мертвецов           | Candyman 3: Day of the Dead    | Сэмюел Крафт             |
| 1999      | с | Скорая помощь                        | ER                             | Мигрейн Гай              |
| 1999      | с | Прикосновение ангела                 | Touched by an Angel            | Бам                      |
| 1999      | в | К-911. Собачья работа                | K-911                          | Девон Лэнг               |
| 2000      | ф | Эрин Брокович                        | Erin Brockovich                | Тед Дэниелс              |
| 2000      | с | Детектив Нэш Бриджес                 | Nash Bridges                   | Эдвард Строуд            |
| 2001      | с | Крутой Уокер: Правосудие по-техасски | Walker, Texas Ranger           | Джером Каттер            |
| 2001      | с | Секретные материалы                  | The X-Files                    | Рэй Пирс                 |
| 2001      | с | Зачарованные                         | Charmed                        | второй искатель          |
| 2001      | с | Баффи — истребительница вампиров     | Buffy the Vampire Slayer       | генерал Грегор           |
| 2000      | ф | Али                                  | Ali                            | лейтенант Джером Кларидж |
| 2001—2005 | с | Шоу Берни Мака                       | The Bernie Mac Show            | отец Кронин              |
| 2002      | ф | Кен Парк                             | Ken Park                       | отец Клода               |
| 2002      | с | C.S.I.: Место преступления           | CSI: Crime Scene Investigation | мистер Рестон            |
| 2003      | с | Военно-юридическая служба            | JAG                            | шериф Брэд Дрискелл      |
| 2003      | с | C.S.I.: Место преступления Майами    | CSI: Miami                     | Джек Хокинс              |
| 2004      | ф | Соучастник                           | Collateral                     | второй федерал           |
| 2005—2008 | с | Побег                                | Prison Break                   | Брэд Беллик              |
| 2009      | с | Мыслить как преступник               | Criminal Minds                 | детектив Эндрюс          |
| 2010      | с | Кости                                | Bones                          | шериф Гас Абрамс         |
| 2011      | с | Менталист                            | The Mentalist                  | Джек Лафлер              |
| 2012      | ф | Тёмный рыцарь: Возрождение легенды   | The Dark Knight Rises          | тюремный надзиратель     |
| 2013      | ф | Охотники на гангстеров               | Gangster Squad                 | Рурк                     |
| 2013      | с | Морская полиция: Спецотдел           | NCIS                           | Ларри Перселл            |
| 2016      | с | Гримм                                | Grimm                          | Марк Холлоуэй            |
| 2016      | с | Мир дикого запада                    | Westworld                      | капитан Норрис           |
| 2016—2017 | с | Улица милосердия                     | Mercy Street                   | Сайлас Баллен            |
| 2017      | с | Элементарно                          | Elementary                     | Райан Декер              |
| 2017      | с | Чёрный список                        | The Blacklist                  | Эдгар / коллектор        |
| 2018      | ф | Тёмные отражения                     | The Darkest Minds              | капитан                  |
| 2018      | ф | Веном                                | Venom                          | охранник тюрьмы          |
| 2019      | ф | Трое из ада                          | 3 From Hell                    | Бафорд Таттл             |